# Церква Святої Параскеви Тарновської (Горошова)
Церква Святої Параскеви Тарновської в Горошовій — парафія і храм греко-католицької громади Мельнице-Подільського деканату Бучацької єпархії Української греко-католицької церкви в селі Горошова Чортківського району Тернопільської области.

## Історія церкви
Церква Святої Параскеви Тарновської — найстаріша споруда в селі. На кам'яній брилі в її фундаменті є напис, що «Перший камінь положено в 1797 р.», а в «Церковному інвентарі» зазначено, що храм збудували у 1798 році, а розширили приблизно у 1888 році. У 1906 році, завдяки о. Івану Федьку, церкву та дзвіницю перекрили цинковою бляхою.
Церква була багато прикрашена позолоченим ківотом, двома престолами, мосяжними ліхтарями. Це церковне майно, як і хоругви з українською символікою, подаровані емігрантами до США, було придбано за пожертви парафіян. Хоругви були окрасою храму до 1941 року. Атеїстична влада намагалася закрити церкву, але віряни її відстояли. До 1946 року парафія і храм належали до УГКЦ, з 1946 по 1990 рік — до РПЦ, а з 1990 року знову повернулися в лоно УГКЦ.
На храмовий празник у 1990 році парафію відвідав владика Іриней Білик, який освятив новозбудовану капличку на честь Різдва Пресвятої Богородиці. У 2006 році до парафії завітав архиєпископ Ігор Возьняк і відслужив Святу Літургію.
При парафії діють братства «Матері Божої Неустанної Помочі» та «Серця Христового».
На території є фігури Матері Божої та хрести парафіяльного значення. У власності парафії перебувають церква, проборство, нежитлові будинки та катехитичний клас.

## Парохи
- о. Іван Федько,
- о. Іван Левицький,
- о. Клим Зельський (1797),
- о. Ілля Зельський (1849),
- о. Ілля Маяковський (1871),
- о. Олекса Михальович (1872),
- о. Василь Познанський (1875),
- о. Нестор Совицький (1887),
- о. Адам Ласвський (1894),
- о. Василь Яворський (1896),
- о. Олекса Капустянський (1897),
- о. Василь Солевий (1905),
- о. Іван Федюк (1911),
- о. Микола Любович (1912),
- о. Іван Любович (1913),
- о. Тадей Жигалевич (1922),
- о. Михайло Минула (1923),
- о. Тядей Жигалевич (1929),
- о. Василь Попадюк (1923),
- о. Нестор Кисилевський (1939),
- о. Степан Кунавець (1941),
- о. Віктор Бордуляк (1943),
- о. Омелян Чайковський (1947),
- о. Павло Крицький (1990—1991),
- о. Василь Ковальчук (1991—1992),
- о. Олег Шумєлда (1992—1997),
- о. Валерій Кандюк (1997—2001),
- о. Володимир Шрам (з 2001).